# La banda del porno - Dilettanti allo sbaraglio!
La banda del porno - Dilettanti allo sbaraglio! (The Amateurs) è un film del 2005, scritto e diretto da Michael Traeger, con Jeff Bridges e Lauren Graham.

## Trama
Andy è divorziato, disoccupato, e la sua ex-moglie si è risposata con un uomo molto ricco, che sembra avere tutte le qualità che a lui mancano. Per riconquistarsi il figlio Billy, che vive con la madre, e per dare una svolta alla sua vita, anche dal punto di vista economico, Andy coinvolge cinque suoi amici in un progetto ambizioso e particolare: immettersi nell'industria del porno girando un film con gli abitanti della cittadina dove lui ed i suoi compagni d'avventura vivono. Pur essendo determinati nella loro impresa, non sono dei cineasti esperti, ed il film alla fine riesce, ma è evidentemente un prodotto amatoriale.
Il film viene proiettato per la prima volta al bar del paese, ma la reazione di un fratello geloso provoca la distruzione dell'unica copia della pellicola. Tuttavia l'addetto alle riprese ha registrato l'intero processo produttivo in mini DV, e ne esce un documentario totalmente diverso dal film che doveva essere in origine, sull'importanza di credere nei propri progetti e nel non arrendersi mai. Verrà presentato ad una mostra cinematografica e otterrà un successo inatteso, cambiando completamente le vite di chi vi ha preso parte.

## Distribuzione
Il film è uscito in Gran Bretagna il 28 aprile 2006 col titolo The Moguls, mentre negli Stati Uniti è uscito il 7 dicembre 2007 col titolo The Amateurs. In Italia è stato presentato nelle sale cinematografiche nell'ottobre 2010.